# 叫ばないと生きていけない
『叫ばないと生きていけない』（さけばないといきていけない）は、2022年1月9日から3月6日までRCC中国放送で毎週日曜に放送された、日本のファンタジー系青春文学短編ミニテレビドラマ。STU48甲斐心愛ドラマ初主演作品。全9回。

## 概要
尾道を舞台に、コロナ禍で思うような青春を過ごせずモヤモヤを抱え、日々不安と葛藤に悩む女子高生「真知子」（甲斐心愛）が、ある公衆電話ボックスを通じて同じ悩みを抱える人々と出会い、自分を見つめ直していく。
中国放送開局70年の取り組みの一環として制作・放送された。広島のスタッフを中心に、オール尾道市ロケ撮影された。
見逃し配信「TVer」で62万回を超える再生を記録した。
2022年3月26日12:00 - 12:32に「叫ばないと生きていけない 完全版」が放送された。

## キャスト
- 木田真知子：甲斐心愛
- 木田涼子：西田尚美（1・9）
- マナ：見上愛（2・3・4・5）
- 猪熊(太宰治太郎の担当編集者)：松澤匠（6）
- 太宰治太郎(作家)：平子祐希（6・7・8）
- 先生（電話の声）：小野佑子（1）

## スタッフ
- 監督・脚本・企画：森ガキ侑大
- プロデューサー：	江口敦史、徳永悠太
- 撮影：JUNPEI SUZUKI、脇野順、石原泰鵬
- 録音：坂元陽子
- 照明：村地英樹
- 編集：越智和寛
- MA：平岡佑大
- 美術：冨田博美、渡部真規
- スタイリスト：豊久紅仁子
- ヘアメイク：渡辺正美
- 制作著作：株式会社中国放送

## 放送
- 1話 2022年1月09日 22:48 - 22:54
- 2話 2022年1月16日 23:19 - 23:25
- 3話 2022年1月23日 23:09 - 23:15
- 4話 2022年1月30日 23:09 - 23:15
- 5話 2022年2月06日 22:54 - 23:00
- 6話 2022年2月13日 22:54 - 23:00
- 7話 2022年2月20日 22:54 - 23:00
- 8話 2022年2月27日 22:54 - 23:00
- 9話 2022年3月06日 22:54 - 23:00

叫ばないと生きていけない 完全版
- 2022年3月26日12:00 - 12:32

## 撮影裏動画
公式サイトで公開
- #01 甲斐心愛登場編
- #02 尾道ロケハン編
- #03 ロケ初日編
- #04 平子祐希＆松澤匠ロケ編
- #05 ロケ最終日編
- #06 ロケ終わり番外編

## ドラマナビ番組
- さけばなナビ（RCC中国放送）
  - さけばなナビ＃1（2021年12月28日）
  - さけばなナビ＃2（2021年12月29日）
  - さけばなナビ＃3（2022年1月4日）